# Епархия Амбато
Епархия Амбато (лат. Dioecesis Ambatensis) — епархия Римско-католической церкви с центром в городе Амбато в Эквадоре.

## Территория
Епархия включает в себя территорию провинции Тунгурауа в Эквадоре. Входит в состав митрополии Кито. Кафедральный собор — базилика Взятия на небо Девы Марии находится в городе Амбато. Территория диоцеза разделена на 50 приходов. В епархии служат 92 священника (68 приходских и 24 монашествующих), 3 диакона, 34 монаха, 178 монахинь.

## История
Епархия Амбато была создана 28 февраля 1948 года на части территории архиепархии Кито буллой «Для большей» (лат. Quae ad maius) римского папы Пия XII.

## Ординарии
- Бернардино Эчеверрия Руис, O.F.M. (23.10.1949 — 10.4.1969, назначен архиепископом Гуаякиля);
- Висенте-Родриго Сиснерос-Дуран (4.7.1969 — 15.2.2000, назначен архиепископом Куэнки);
- Херман-Трояно Павон-Пуэнте (19.4.2001 — 20.1.2015, в отставке);
- Хорхе-Хуан Пасминьо-Абриль, O.P. (20.1.2015 — по настоящее время).